# Milivoj Ašner
Milivoj Ašner (nascut el 21 d'abril de 1913) és un antic cap de policia ústaixa de l'Estat independent de Croàcia, acusat per crims de guerra comesos en aquest Estat titella dels nazis. Roman a llista dels més buscats de la Interpol, i és considerat pel Centre Simon Wiesenthal, com un dels nazis més buscats. Actualment resideix a Klagenfurt, Àustria.
Ašner va fugir a Àustria al final de la Segona Guerra Mundial, adoptant el nom de George Aschner. El 2005, Croàcia va encausar Ašner per crims contra la humanitat i crims de guerra comesos a la ciutat de Požega entre 1941 i 1942. Les peticions d'extradició van ser primer denegades al·legant que tenia la nacionalitat austríaca (tot i que posteriorment s'ha demostrat que des de la dècada de 1990 torna a tenir nacionalitat croata), i després a causa de problemes de salut,. Efraim Zuroff, del Centre Simon Wiesenthal, ha criticat fortament les autoritats austríaques per les faciliats que li han concedit.
El 2008, el diari britànic The Sun va publicar fotografies d'Ašner en aparent bona salut, assitint a un partit que la Selecció de futbol de Croàcia va disputar contra Polònia el 16 de juny a Klagenfurt, durant l'Eurocopa de Futbol. En una entrevista publicada pel mateix diari, Ašner va reconèixer estar involucrat en operacions de deportació, però va sostenir el seu destí no eren camps de la mort, sinó els països d'origen dels deportats. Afirmava la consciència tranquil·la, i que estava disposat a anar a judici a Croàcia, però també que la seva salut era un problema. Reconeixia que va simpatitzar amb el moviment Ústaixa, però negava haver-ne estat membre. Aquests fets van renovar les demandes d'extradició, però el governador de Caríntia Jörg Haider, va elogiar la família d'Ašner i va dir d'ell que "ha viscut en pau entre nosaltres durant anys, i ha de poder viure l'ocàs de la seva vida amb nosaltres ".